# Boglárka Kapásová
Boglárka Kapásová (* 22. dubna 1993 Debrecín) je maďarská plavkyně, specialistka na volný způsob. Je členkou klubu Újpesti TE a studentkou psychologie na Univerzitě Loránda Eötvöse. Plaveckému sportu se věnuje od šesti let. Na Letních olympijských hrách mládeže 2010 vyhrála 400 metrů volný způsob a 200 metrů motýlek. Je pětinásobnou mistryní Evropy: v roce 2012 vyhrála 800 m v. zp. a v roce 2016 kraulařské závody na 400 m, 800 m i 1500 m a štafetu 4×200 m. Na mistrovství Evropy v plavání v krátkém bazénu zvítězila v roce 2017 na 400 m volným způsobem. Na mistrovství světa v plavání získala v roce 2015 bronzovou medaili na 1500 m v. zp. Na olympiádě byla v roce 2012 šestá na 800 m v. zp. a v roce 2016 třetí na 800 m v. zp. a čtvrtá na 400 m v. zp. Má 25 titulů mistryně Maďarska.